# Service extérieur des pompes funèbres
 (mai 2020).
Si vous disposez d'ouvrages ou d'articles de référence ou si vous connaissez des sites web de qualité traitant du thème abordé ici, merci de compléter l'article en donnant les références utiles à sa vérifiabilité et en les liant à la section « Notes et références ».
En France, le service extérieur des pompes funèbres  a été attribué aux communes dans le contexte des lois de séparations des églises et de l'État, la loi du 28 décembre 1904 portant abrogation des lois conférant aux fabriques et consistoires le monopole des inhumations.
Il s'agissait donc de permettre des enterrements laïques ou dans des rites autres que ceux des religions antérieurement reconnues dans le cadre du Concordat de 1801
Les communes ont donc toujours la responsabilité d'avoir des cimetières ouverts à tous les défunts, sans distinction mais elles n'ont plus le monopole de l'organisation des opérations funéraires.
Si les cimetières sont nécessairement gérés directement par les communes ou leurs regroupements, le service extérieur des pompes funèbres était fréquemment délégué jusque 1998 (fin des périodes transitoires de la loi du 8 janvier 1993) à des entreprises privées, comme le pôle funéraire de la Lyonnaise des Eaux.
Les équipements tels que les crématorium sont fréquemment en gestion déléguée. Les chambres funéraires qui proposent des formules d'hébergement du corps appartiennent aux entreprises de pompes funèbres

## Contenu du service public
Conformément aux dispositions de l'article L 2223-19 du Code général des collectivités territoriales : 

Le service extérieur des pompes funèbres est une mission de service public comprenant :

1º Le transport des corps avant et après mise en bière ;

2º L'organisation des obsèques ;

3º Les soins de conservation ;

4º La fourniture des housses, des cercueils et de leurs accessoires intérieurs et extérieurs ainsi que des urnes cinéraires ;

5º (Alinéa supprimé)

6º La gestion et l'utilisation des chambres funéraires ;

7º La fourniture des corbillards et des voitures de deuil ;

8º La fourniture de personnel et des objets et prestations nécessaires aux obsèques, inhumations, exhumations et crémations, à l'exception des plaques funéraires, emblèmes religieux, fleurs, travaux divers d'imprimerie et de la marbrerie funéraire.
Cette mission peut être assurée par les communes, directement ou par voie de gestion déléguée. Les communes ou leurs délégataires ne bénéficient d'aucun droit d'exclusivité pour l'exercice de cette mission. Elle peut être également assurée par toute autre entreprise ou association bénéficiaire de l'habilitation prévue à l'article L. 2223-23". 
D'autres propositions funéraires dites « libres » sont laissées aux soins des familles.  Elles comprennent notamment les garnitures intérieures des cercueils, les plaques, croix ou gravures ornementales.